# Badyara
El badyara o badiaranké és una llengua africana, del grup etnolingüístic tenda; aquesta llengua és propera al bassari, amb influència del ful ful. Forma part de la branca atlàntica de les Llengües nigerocongoleses

## Altres noms
Badara, Badian, Badjara, Badyara, Badyaranke, Pajade, Pajadinka, Gola, Bigola

## Població
És parlada pels badiarankés de la regió de Koundara a Guinea, al nord-est de la Guinea Bissau i al centre-sud del Senegal.
El nombre total de parlants és d'uns 12.200, d'ells 6.300 a Guinea (1998), 4.220 a Guinea Bissau (2002) i 1.685 al Senegal (2002).